# Kleidotoma striaticollis
Kleidotoma striaticollis är en stekelart som beskrevs av Cameron 1888. Kleidotoma striaticollis ingår i släktet Kleidotoma, och familjen glattsteklar. Arten är reproducerande i Sverige.